# Ignacio Bernal
Pour les articles homonymes, voir Bernal.
Ignacio Bernal (de son nom complet, rarement usité, Ignacio Bernal y García Pimentel), né à Paris le 13 février 1910 et mort à Mexico le 24 janvier 1992, est un éminent anthropologue et archéologue mexicain.

## Biographie
Il nait à Paris d'une famille aristocratique mexicaine et reçoit une éducation imprégnée de culture française. Adolescent, il fait des études au Loyala College de Montréal où il acquiert une parfaite maîtrise de l'anglais. Revenu au Mexique, il suit des cours à la Escuela Nacionál Preparatoria, puis fait des études de droit, sans toutefois les achever. Son frère cadet est le romancier Rafael Bernal. 
Après quelques années de voyages, notamment en Égypte et en Mésopotamie, il revient au Mexique, où il fréquente le grand archéologue Alfonso Caso, avec lequel il participe à des fouilles à Monte Alban, puis fait des études à la Escuela National de Antropologia et Historia. En 1948, il devient professeur à l'Université nationale autonome du Mexique (UNAM) et est invité à intervenir dans de nombreuses universités à l'étranger. 
Pendant trente ans, il fait principalement des fouilles dans l'État d'Oaxaca, d'abord à Monte Alban, puis à Yagul, Mitla et finalement Dainzú. En 1968, il publie El mundo olmeca, son ouvrage le plus célèbre, consacré aux Olmèques, qui est immédiatement traduit en anglais. Il dirige également le prestigieux projet d'excavations et de restauration de Teotihuacan en 1962-1963. 
Pendant quatorze ans (1962-1968 et 1970-1977), il est à la tête du Musée national d'anthropologie de Mexico. Il est également sous-directeur (1958-1968), ainsi que directeur général (1968-1971) de l'Institut National d'Anthropologie et d'Histoire (INAH).
Il exerce en outre des fonctions de Conseiller Culturel de l'Ambassade du Mexique en France et de délégué du Mexique auprès de l'UNESCO en 1955-1956.

## Œuvres
Parmi ses 267 publications sur la Mésoamérique, on peut citer :
- La cerámica preclásica de Monte Albán (1946)
- La cerámica de Monte Albán IIIa (1949)
- Introducción a la Arqueología (1952)
- Exploraciones en Cuilapan de Guerrero (1958)
- Tenochtitlán en una isla (1959)
- El mundo olmeca (1968)
- Cien Obras Maestras del Museo Nacional de Antropología e Historia (1969)
- Arte precolombino de la América Central (1971)
- Antico Messico (1978); traduit sous le titre Mexique précolombien
- Historia de la Arqueolgía en México (1979)
- The ballplayers Danzú (1979)
- Le Mexique, des origines aux Aztèques (1986) en collaboration avec Mireille Simoni-Abat